# 802

## Догађаји

### Октобар
- 31. октобар — Логотет Нићифор је свргао царицу Ирину и постао је нови ромејски цар.

### Непознат датум
- Википедија:Непознат датум — Краљ Беортрик од Весекса умире након што је попио путир отрова намењен његовој жени Едбурги. Она бежи на двор Карла Великог, који прихвата део њеног богатства и поставља је за игуманију. Принц Егберт се враћа у Весекс, где га прихватају као новог краља.
- Википедија:Непознат датум — Владавина династије Абасида у Багдаду.

- 31. октобар – Царица Ирена је свргнута после петогодишње владавине и прогнана на острво Лезбос. Високи патрицији постављају Никифора, министра финансија, на трон. У Аја Софији у Цариграду крунисан је од патријарха Тарасија за цара Византијског царства.
- 1. мај – Лацхан Кавил Ајав Бот (рођен 25. јуна 760.) постаје владар градске државе Маја у близини Итзана у Гватемали.
- Пагански Данци нападају Шлезвиг којим су владали Ободрити, да би преузели територију скоро испражњену насилним депортацијама Саксонаца од стране цара Карла Великог.
- Ал-Андалуз: Сарагоса устаје против Емирата Кордоба. Емир Ал-Хакам шаље муслиманску војску под командом генерала Амруса ибн Јусуфа и поново заузима град.
- Крум постаје владар (кан) Бугарског царства (до 814). Током његове владавине бугарска територија се удвостручила, од Дунава до Дњестра.
- Викинзи пљачкају благо опатије Јона, на западној обали Шкотске.
- Протокол из Меке: калиф Харун ал-Рашид и водећи званичници Абасидског калифата обављају хаџилук до Меке, где се завршава линија сукцесије. Харунов најстарији син Ел-Амин је именован за наследника, али његов други син Ел-Мамун је именован за Ел-Аминовог наследника и владара широко аутономног Хорасана. Трећи син, Ел-Касим, додат је као трећи наследник и добија одговорност за пограничне области са Византијским царством.
- Принц Џајаварман проглашава Кмерско царство (данашња Камбоџа) независном и успоставља краљевство Ангкор. Он је поново посвећен као светски владар (цхакравартин), или бог-краљ (девараја), под хиндуистичким обредима.
- Храм Хаеинса реда Јогие је изграђен у Кореји.